# Московское страховое от огня общество
Московское страховое от огня общество (МСОО) — одна из наиболее крупных в Российской империи организаций, занимавшаяся страхованием от пожара.

## История

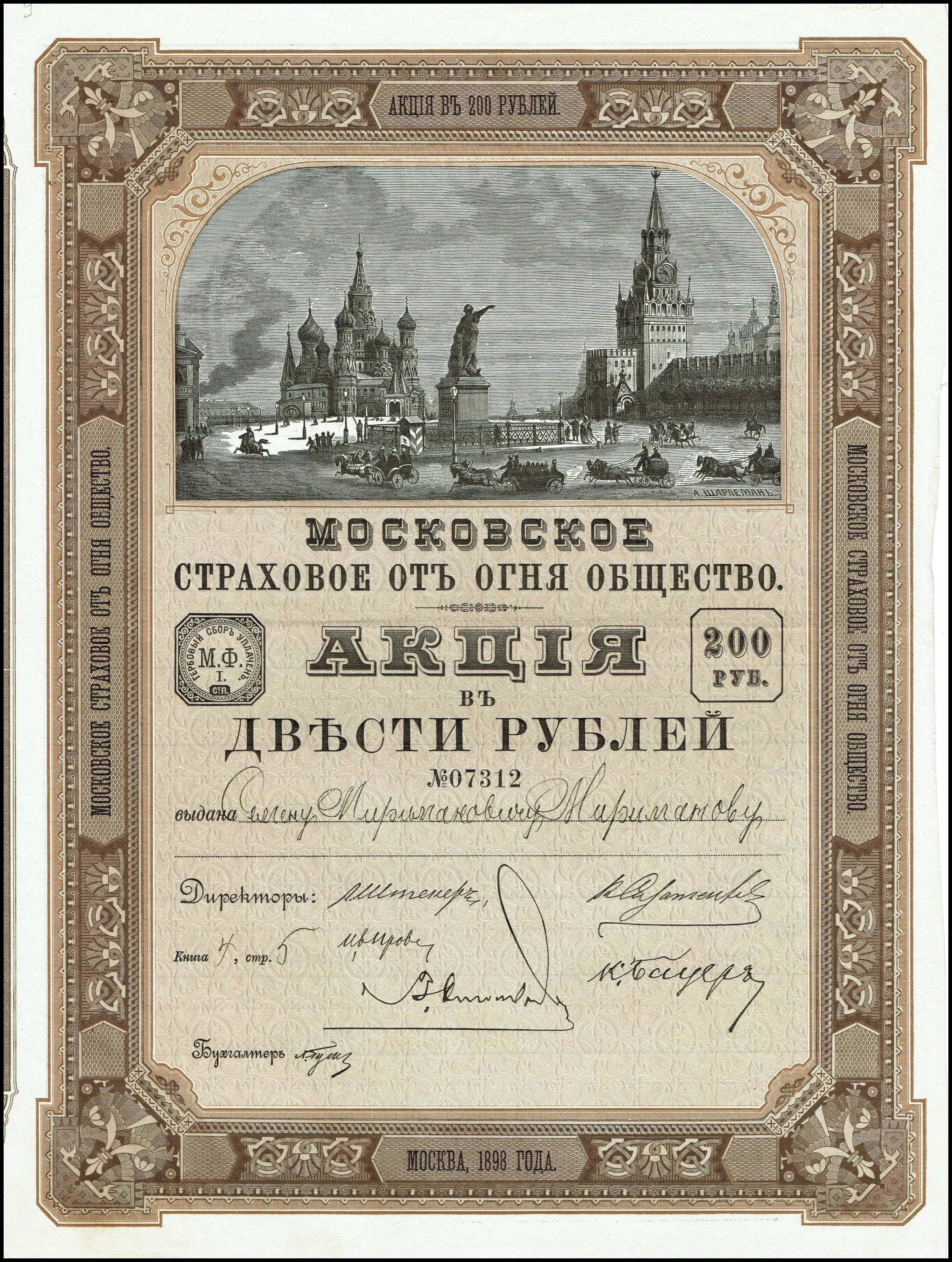
Акция Московского страхового от огня общества номиналом 200 рублей (1898 год)

Общество было создано в 1858 году несколькими видными московскими торговцами и предпринимателями: Л. Г. Кнопом, А. И. Хлудовым, К. Т. Солдатёнковым и другими. Процесс осуществления страховой деятельности поручили члену Магдебургского страхового от огня общества И. Ф. Люкке, он же был директором МСОО в 1863—1895 годах. В основном общество занималось страхованием больших фабрик и заводов, имело подразделения в Варшаве и Петербурге. С середины 1890-х годов усилилось сотрудничество с иностранными обществами, МСОО принимало от них перестрахование (так называемое «косвенное дело»). В сравнении с конкурентами МСОО имело наиболее мощную материальную базу и самые большие доходы в империи. По состоянию на 1912 год, страховые операции осуществлялись за счёт 2 млн рублей акционерного капитала (что превышало нормативный минимум в четыре раза), 2 млн рублей запасного и 250 тыс. рублей особо-запасного. Дивиденд по акциям составлял 28 %. В конце 1890-х годов акции номинальной стоимостью в 200 рублей котировались на Петербургской и Московской биржах, их цена в четыре раза превышала номинал. Акции МСОО нечасто становились предметом сделок. Общество владело двумя домами в Москве: дом на улице Большая Лубянка (№ 14), купленный в 1881 году (там располагалось правление МСОО) и здание на Старой площади (№ 8), построенное в 1900—1901 годах по проекту архитектора Ф. О. Шехтеля, там находилась гостиница «Боярский двор», служебные помещения торгово-промышленных фирм.